# Philippe Ferro
 (février 2019).
Philippe Ferro, né en 1967, est un flûtiste, chef d'orchestre et professeur de musique français.
Après des études aux conservatoires d'Orléans et de Boulogne-Billancourt, il intègre le Conservatoire National Supérieur de Musique et de Danse de Paris où il obtient les prix de flûte (Pierre-Yves Artaud/Philippe Bernold), musique de chambre (Christian Lardé et Jean-Noël Crocq), direction d'orchestre (Jean-Sébastien Béreau) et pédagogie.
Il développe par la suite une activité de chambriste au sein de plusieurs formations, dont le quatuor Eolia avec Sabine Huguet, Benoît Bessé et Jean-Luc Tourret (quatuor lauréat du 1er concours Musiques d'Ensemble de la FNAPEC), le quatuor Bilitis avec Sophie Deshayes, Catherine Ferro-Flambard et Emannuel Hondré, et le quatuor Arcadie avec ses anciens professeurs Pierre-Yves Artaud, Arlette et Pierre-Alain Biget. 
Depuis 1992, il est directeur musical de l'Orchestre d'Harmonie de la Région Centre. Entre 2000 et 2008, il est le chef de la Musique des gardiens de la paix de Paris, et enregistre avec l'ensemble plusieurs disques.  
Il est professeur de pédagogie et de musique de chambre au Conservatoire à Rayonnement Régional de Paris, au Pôle Supérieur Paris Boulogne-Billancourt et au CNSMDP. 

## Biographie
Philippe Ferro aborde la direction d'orchestre en autodidacte dès l'âge de 17 ans, l'orchestre d'harmonie de son village ne disposant plus de chef. Il suit à partir de ce moment les conseils de Jean-Marc Cochereau, alors directeur du conservartoire d'Orléans, puis ceux de Jean-Sébastien Béreau au CNSMD de Paris, qui l'incitent à privilégier le chemin de la direction d'orchestre. Le mémoire qu'il rend au terme de ses études de pédagogie au CNSMDP traite des "rapports entre les pratiques amateurs et professionnelles".

Parallèlement à ses études supérieures, il dirige le conservatoire de sa ville natale en Val de Loire et assure le poste de première flûte à l'Orchestre Poitou-Charentes. C'est grâce à Charles Frey, alors directeur artistique de cet ensemble, qu'il rencontre de nombreux compositeurs contemporains.

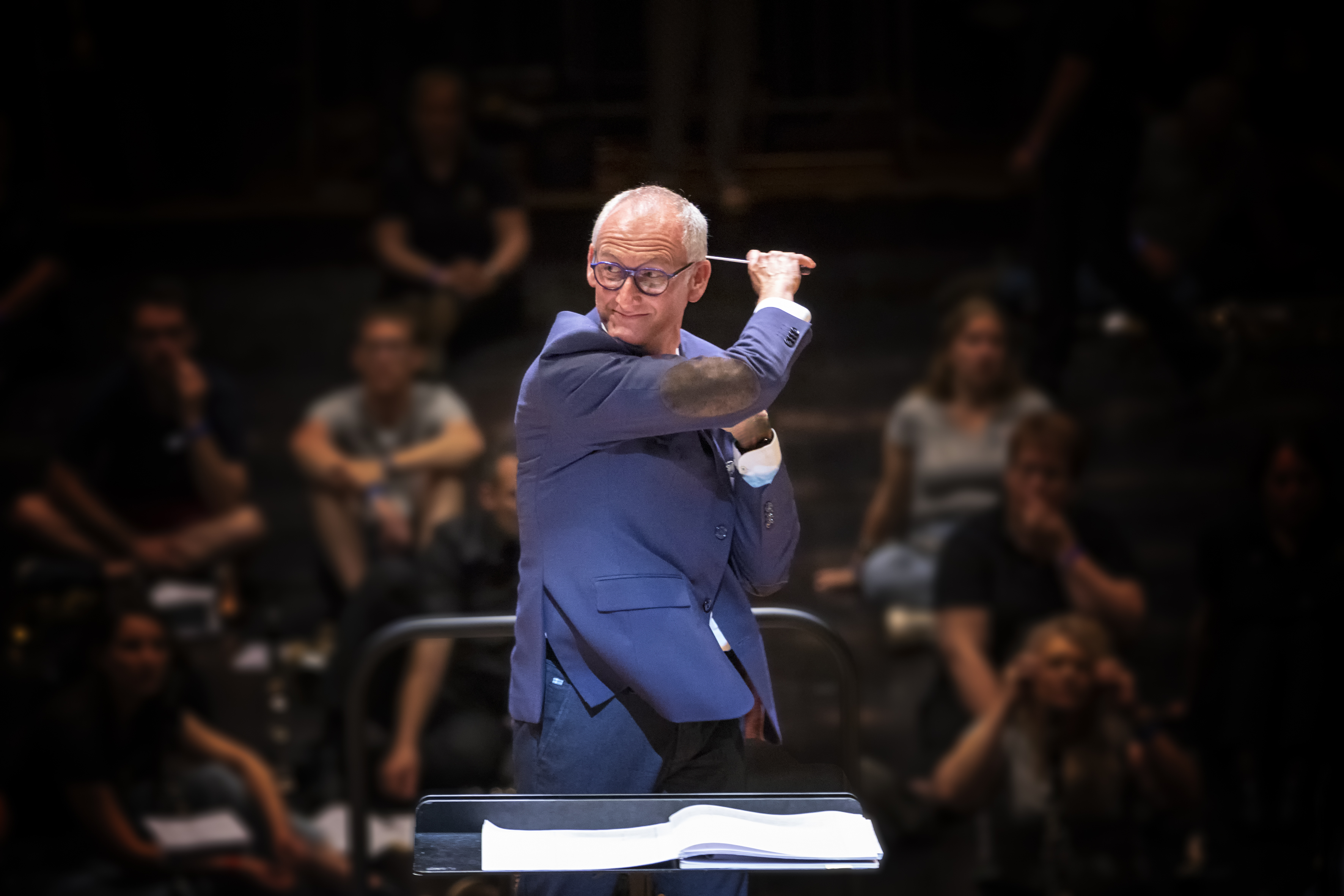
Portrait de Philippe Ferro à la Direction de l'Orchestre d'Harmonie de la Région Centre

À la tête de l'Orchestre d'harmonie de la Région Centre (OHRC) et de la Musique des Gardiens de la Paix, il commande, créé et enregistre des œuvres de nombreux compositeurs contemporains, comme Maxime Aulio, Nicolas Bacri, Jean-Pascal Beintus, Roger Boutry, Edith Canat de Chizy, Jacques Castérède, Charles Chaynes, Guillaume Connesson, Vladimir Cosma, Désiré Dondeyne, Henri Dutilleux, Anthony Girard, Ida Gotkovsky, Philippe Hersant, Serge Lancen, Michaël Levinas, Alain Louvier, Michel Merlet, Jérôme Naulais, Mickey Nicolas, Franck Ticheli, Ton That Tiêt, Pascal Zavaro... Il ouvre également les ensembles aux musiques actuelles et jazz avec Daniel Casimir, Jean-Christophe Cholet, Marc Lys, Fred Pallem ou Marc Steckar.
En mai 2004, l'OHRC obtient un 1er prix avec félicitations du jury premier nommé au concours international de Strasbourg, en juillet 2005, une 2e place en division de concert au 15e World Music Contest de Kerkrade (Pays-Bas), en 2023 et 2024 respectivement une 3e place à Amiens et une 2e place à Oslo lors des 3e et 4e éditions de l'European championship for wind orchestra, obtenant aussi le prix CISM du meilleur chef, et est enfin nommé champion de France lors du 1er Championnat national en juin 2023 à la Cité de la musique - Philharmonie de Paris.
Il est invité par l'Orchestre philharmonique de Radio France, l'Orchestre national de Lyon, l'Orchestre philharmonique de Strasbourg, l'Orchestre national des Pays de la Loire, l'Orchestre symphonique de Bretagne, l'Orchestre d'Orléans ou l'ensemble 2E2M. Ses différentes activités l'amènent à se produire en Europe, Amérique du Nord, Chine, Japon, Honk Kong, Taïwan mais également au Vietnam, pays au sein lequel il entretient une collaboration avec le compositeur Ton-That Tiêt.
De 2010 à 2021, il préside l'Association Française pour l'Essor des Ensembles à Vent.
Il est membre du conseil d'administration de l'association Kiosque à Musique qui a pour objet de promouvoir des projets d'intervention musicale en milieu hospitalier et lieux d'accueil des publics empêchés au travers d'échanges musicaux avec les malades, personnes âgées ou en fin de vie.
Il est nommé chevalier de l'ordre des Arts et des Lettres en 2006.

## Distinctions
- Chevalier de l'ordre des Arts et des Lettres (2006)

## Discographie
- Germaine Tailleferre, La Nouvelle Cythère et autres œuvres - Orchestre d'Harmonie des Gardiens de la Paix de la Préfecture de Paris, dir. Philippe Ferro (avril 2002, coll. « Compositrices », Voice Of Lyrics VOL C 332)[2] (OCLC 658942174)
- Roger Boutry, Jean-Jacques Charles et Henri Dutilleux : Œuvres du XXe siècle pour trombone solo et orchestre d'harmonie - Vincent Debès, trombone ; Orchestre d'Harmonie des Gardiens de la Paix de la Préfecture de Paris, dir. Philippe Ferro (2004, Éditions Passions EP041001)[3] (OCLC 658672867)
- André Jolivet, Fanfares pour Britannicus ; Concerto pour trompette no 2 ; Soir et défilé ; Suite transocéane - Musique des gardiens de la paix, dir. Philippe Ferro (2005, coll. « André Jolivet », Maguelone)[4] (OCLC 718384063)
- Jean-Christophe Cholet, Œuvres pour orchestre d'harmonie et solistes - Orchestre d'harmonie de la Région Centre, dir. Philippe Ferro (2011, Cristal records)[5] (OCLC 852215513)
- « Hommages » : Henri Dutilleux, Michaël Levinas, Tôn-Thât Tiêt : Hommage à Jean Zay ; Jacques Castérède, Michel Merlet, Roger Boutry, Désiré Dondeyne, Ida Gotkovsky, Édith Canat de Chizy : Fresque musicale sur la vie de Jeanne d'Arc - Corinne Sertillanges, soprano ; François Harismendy, baryton ; Benoît Di Marco, voix ; Orchestre d'harmonie de la Région Centre, dir. Philippe Ferro (mai 2011/novembre 2012, Klarthe Records KLA003[6] (OCLC 1044751847)
- Florent Schmitt, Intégrale de l'œuvre pour ensembles à vent : Dionysiaques ; Sélamik ; Lied et scherzo, pour dixtuor ;  Fanfare du Camp de Pompée ; Marche du 163e Régiment d'Infanterie ; Hymne Funèbre - Orchestre d'harmonie de la Région Centre, dir. Philippe Ferro (2008, 7 Music Classic CR 138)[7] (OCLC 762123220)
- Pascal Zavaro, Nicolas Bacri, Alain Louvier et Tôn-Thât Tiêt : Images du Temps, commandes et créations mondiales - Orchestre d'harmonie de la Région Centre, dir. Philippe Ferro (2002 à 2013, Klarthe Records)[8],[9] (OCLC 1078351221)
- « Star brass » : David Gillingham (en), Jean-Pascal Beintus et Marc Lys : When speaks the signal-trumpet tone - Clément Saunier, trompette : Concerto bachique pour trombone et orchestre d’harmonie - Fabrice Millischer, trombone : Sacrée Journée - François Thuillier, Tuba - Concerto bachique et Sacrée Journée, commandes et créations mondiales - Orchestre d'harmonie de la Région Centre, dir. Philippe Ferro (2017, Klarthe Records)

## Filmographie
- 2012 : Quand les mains murmurent[10]
- 2016 : Ce qu’il faut de silence[11]